# Афанасій (Вольховський), єпископ Могилевський
Єпископ Афанасій (в миру Федір Павлович Вольховський; бл. 1741  — 1 (13) січня 1801) — єпископ Російської православної церкви, єпископ Могилевській і Полоцький.

## Біографія
Народився в місті Полтаві в сім'ї протоієрея Миколаївської церкви Павла Вольховського (помер у 1764 році).
Навчався в Тверській духовній семінарії, коли єпископом Тверським був його дядько, теж Афанасій (Волховський). Потім вступив до Київської духовної академії, після закінчення якої у 1765 році був висвячений на священика до полтавської Миколаївської церкви. 
Після смерті дружини 1 жовтня 1769 року прийняв постриг в Болдинському Іллінському монастирі поблизу Чернігова і з 1770 року служив в Чернігівському кафедральному соборі.
З 1776 року — ігумен Новгородського Кирилова монастиря. З 1781 року — намісник Олександро-Невської лаври . У 1783 році переведений спочатку в новгородський Отенскій монастир, а потім (23 листопада) — в Вяжіщскій монастир з возведеням у сан архімандрита. З 13 листопада 1785 року призначений архимандритом новгородського Юр'єва монастиря.
30 липня 1788 року було хіротонізований у єпископа Старорусского, вікарія Новгородської єпархії.
З 5 березня 1795 року — єпископ Могилевській і Полоцький. Призначення в Могилів сталося відразу після приєднання Західної Білорусії до Росії, в результаті якого велика кількість греко-католиків з'єдналася з Православною церквою, і протистояння католицтву стало головним завданням єпископа Афанасія. За свою працю у 1797 році він був нагороджений орденом Святого Олександра Невського. Вже в червні того ж року до Святійшого синоду на нього надійшов донос, і на підставі рапорту князя Василя Хованського. 27 серпня 1797 року єпископ Афанасій був звільнений на спокій в Лубенський Мгарський Спасо-Преображенський монастир без права управління ним.
У 1800 році через нервовий розлад переїхав до родичів у Полтаву, звідки в Лубенський монастир вже не повертався, незважаючи на розпорядження Синоду.
Помер 1 (13) січня 1801 року в Полтаві, в квартирі свого родича, священика Миколаївської церкви Іоанна Симоновського. Похований у склепі собору полтавського Хрестовоздвиженського жіночого монастиря.

## Канонізація
Прибулий на Прилуцьку кафедру єпископ Іларіон, в 1882 (або 1884) році, оглядаючи гробницю єпископа Афанасія, виявив нетління його тіла. Про це було донесено в Синод, звідки «надійшов припис ізнесті труну з усипальниці, а в склепі влаштувати церкву, де поставити мощі і там служити панахиди до часу офіційної канонізації». 
Урочистості з нагоди прославлення планувалося провести після Помісного Собору Православної російської церкви 1917-1918 років, проте почалася Жовтневий переворот перешкодив цьому.
У 1923 році рештки єпископа Афанасія були передані в краєзнавчий музей як експонат. Під час Німецько-радянської війни були перенесені в монастир і поховані під підлогою Хрестовоздвиженського собору. 
Близько 1995 року рештки було перепоховано на монастирському кладовищі. У 2009 році знову почалася робота зі збору матеріалів для канонізації; були складені проекти тропаря і кондака, а також іконописного зображення святого. 28 травня 2010 року Священний синод Української православної церкви (Московського патріархату) благословив місцеве прославлення та шанування єпископа Афанасія Полтавського.
Ухвалою Архієрейського собору від 30 листопада 2017 року ім'я святого Афанасія було включено в календар Російської православної церкви.